# Robert Gwisdek
Robert Gwisdek, né le 29 janvier 1984 à Berlin-Est, est un acteur et rappeur allemand. 
Son projet musical actuel est "Käptn Peng und die Tentakel von Delphi". Il a aussi une formation musicale avec son frère, Shaban. 

## Biographie
Il est le fils des acteurs Michael Gwisdek et Corinna Harfouch et le frère du compositeur Johannes Gwisdek.

## Discographie partielle
- Expedition ins O (2013, Kreismusik)
- Alki Alki OST (2015, Kreismusik)
- Das nullte Kapitel (2017, Kreismusik)

## Filmographie partielle en tant qu'acteur
- 1989 : Le Rendez-vous de Travers (Treffen in Travers) de Michael Gwisdek
- 1996 : Irren ist männlich
- 1999 : Grüne Wüste
- 2005 : NVA
- 2005 : Commissaire Brunetti (Donna Leon), épisode "Verschwiegene Kanäle" (TV)
- 2006 : Berliner Reigen
- 2006 : Väter, denn sie wissen nicht, was sich tut
- 2006 : La Isla Bonita – Armee der Stille
- 2007 : Die Todesautomatik
- 2008 : Lauf um Dein Leben – Vom Junkie zum Ironman
- 2008 : Faust. Der Tragödie erster Teil
- 2009 : 13 Semester
- 2010 : Cours, si tu peux (Renn, wenn du kannst)
- 2010 : Tod einer Schülerin
- 2010 : Neue Vahr Süd
- 2010 : Die Prinzessin auf der Erbse
- 2011 : Kasimir und Karoline
- 2011 : Tatort, épisode "Heimatfront" (TV)
- 2011 : Tatort, épisode  "Mauerpark" (TV)
- 2012 : Kohlhaas oder die Verhältnismäßigkeit der Mittel
- 2012 : Trois pièces, cuisine, bains (3 Zimmer/Küche/Bad) (TV)
- 2012 : Das Wochenende
- 2014 : Weiter als der Ozean
- 2016 : La Souffleuse de verre
- 2018 : Trois Jours à Quiberon (3 Tage in Quiberon)
- 2024 : La Partition (Sterben) de Matthias Glasner :

## Filmographie partielle en tant que réalisateur
- 2011 : Das Heimweh der Feldforscher (court métrage)
- 2013 : Circuit (court métrage)
- 2022 : Zeit (clip musical du groupe Rammstein)
- 2022 : Angst (clip musical du groupe Rammstein)